# Rejectaria lactiferalis
Rejectaria lactiferalis là một loài bướm đêm trong họ Noctuidae.